# Рудник Вайтекаурі
Рудник Вайтекаурі — колишнє гірничодобувне підприємство на Північному острові Нової Зеландії.
Вперше золото в районі майбутньої копальні виявили в 1870-му, а не пізніше 1876-го за розробку родовища узялась Waitekauri Gold Mining and Quartz Crushing Company, яка спорудила в тому році велику амальгамаційну фабрику з вилучення золота, обладнання якої приводилось у рух гідравлічною силою. Розробка велась підземним способом на кількох рудних тілах, найбільше з яких відпрацьовувалось на глибинах до 60 метрів. Під час робіт не звертали увагу на наявні в породі вкраплення, що були багаті на срібло, крім того, через недосконалу технологію чимало золота залишалось у хвостах.
У 1889-му рудник та амальгамаційну фабрику викупила одна з сіднейських компаній, а в подальшому вони перейшли до створеної у 1895-му лондонської Waitekauri Gold Mining Company. Ще на ранньому етапі фабрика використовувалсь для переробки руди інших копалень, тепер же це забезпечувало основну завантаженість. Також до повторної переробки залучили згадані вище хвости збагачення. Втім, зазвичай рудники намагались спорудити власні потужності з вилучення золота і в 1901-му фабрику Вайтекаурі зупинили.
У 1906-му роботи на майданчику відновила Waitekauri Mining Company, що використовувала три шахти та половину обладнання фабрики з вилучення золота. Цей етап розробки завершився у 1911-му.
Накопичений видобуток рудника Вайтекаурі склав 1050 кілограмів золота. Ще більше вилучили при переробці руди інших копалень, зокрема, для належного тій самій Waitekauri Gold Mining рудника Голден-Кросс переробили 155 тисяч тонн та вилучили 12,16 тонн золота (при цьому для забезпечення ефективного транспортування від Голден-Кросс проклала залізничну колію завдовжки 5 миль).